# Gianfranco Rossi
Gianfranco Rossi (Ferrara, 3 novembre 1931 – Ferrara, 12 aprile 2000) è stato uno scrittore e poeta italiano.

## Biografia
Nacque a Ferrara da Mario Rossi e Carmen Melli, di religione ebraica. La famiglia riuscì a sfuggire al rastrellamento degli ebrei ferraresi del novembre del '43 cercando rifugio in Svizzera. Nel corso della fuga rocambolesca fu catturato dai nazisti assieme alla sorella Anna Fedora, di tre anni maggiore. Liberati da un commando partigiano, si ricongiunsero al gruppo familiare, composto dai genitori e nonni materni, e riuscirono ad entrare come profughi in Svizzera, dove pure furono separati e destinati a località diverse. Gianfranco finì dapprima nei pressi di Lugano, successivamente di Lucerna. Come il resto della famiglia, non conservò un ricordo positivo dell'esperienza elvetica.
Ritornato a Ferrara con la fine della guerra, visse nella casa di Vicolo del Pero assieme agli affetti più cari, circondati dagli animali, particolarmente i gatti.
Personalità pacata, introversa e riservata, una volta laureato in Lettere presso l'Università di Bologna, alla professione di insegnante affiancò l'esperienza giornalistica come critico cinematografico per Gazzetta Padana e Resto del Carlino. Una passione, quella per il cinema, che dall'infanzia coltivò per tutta la vita. In più di un romanzo, infatti, "le bacheche dei cinematografi dei tempi del regime – forse ancor più delle stesse sale dove venivano proiettati i film – fungono da finestra verso il mondo al di fuori delle 'antiche mura' estensi". Sin dal '52 aveva collaborato con riviste specializzate, come Il Caffé, Nostro tempo, Cinema nuovo e Cinema.
Esordì con la raccolta di racconti La nostra strada, nel 1953, cui seguirono alcune pubblicazioni presso la casa editrice Radar di Padova – Come coltivare i fiori (1959), Esistevano le streghe? (1969), Il vocabolario (1969) – e l'editore Rebellato (La dignità, 1965). Negli anni a seguire si limitò a pubblicazioni di racconti su riviste (Il Caffè, Segnacolo, Paragone, Sinopia, Tempo presente).
Con La contentezza (ed. Il ventaglio, 1981), fu finalista del Premio Viareggio Opera Prima 1982; fu finalista anche al Premio Dessì con tre sue opere: I sogni ricorrenti di Biagio Balestrieri (1986), Gli ultimi avventurieri (1987) e L'intreccio (1989)
Compongono la sua trilogia ferrarese i romanzi: Gli spettatori dimenticati (1991), Puttaneggiar coi regi (1993) e Conversazioni con il silenzio (1995). La produzione poetica fu tarda con Virtù dal cuore fragile (1997) e Mie care ombre (1999).
Si spense il 12 aprile 2000 (un giorno prima di Giorgio Bassani) ed è sepolto vicino alla famiglia nel Cimitero ebraico di Ferrara-via delle Vigne.

## Temi
Tematiche ricorrenti nella scrittura di Rossi il rapporto con l'identità ebraica, sentita più come eredità culturale che religiosa o di appartenenza, la presenza ("sfondo grigiastro e nebbioso, dove s'incontrano ombre appena più grigie, ombre scremate e a due dimensioni ma cariche a loro volta di un'antica sofferenza, come l'eco dell'eco di un dolore quasi dimenticato") della sua città, degli animali domestici, l'omosessualità, l'elemento onirico che lega conscio e subconscio e richiama il mondo cinematografico, cui molti sogni sembrano ispirarsi (proprio questi ultimi tratti sembrano conferire alla scrittura di Rossi un carattere visivo e quasi voyeuristico).
Di lui disse Guido Fink, scrittore e critico cinematografico:

## Riconoscimenti
A suo nome è stato istituito il Premio Gianfranco Rossi per la giovane letteratura.
Gli è intestata una via a Ferrara, accanto al Liceo Classico L. Ariosto.

## Opere
- La nostra strada, Milano, Gastaldi, 1953.
- La dignità, Padova, Rebellato, 1965.
- Come coltivare i fiori, Padova, Radar, 1969.
- Esistevano le streghe?, Padova, Radar, 1969.
- Il vocabolario, Padova, Radar, 1969.
- La contentezza, Roma, il Ventaglio, 1981.
- Il trionfo dello Sciamano, prefazione di Dario Bellezza, Catania, Pellicanolibri, 1984.
- Per farti gli auguri e per altre ragioni, in Avventure dell'Eros, a cura di Francesco Gnerre, Milano, Gammalibri, 1984.
- I sogni ricorrenti di Biagio Balestrieri, prefazione di Roberto Pazzi, Catania, Pellicanolibri, 1986.
- Gli ultimi avventurieri, prefazione di Guido Fink, Ferrara, Liberty house, 1987.
- Critici eccentrici a Ferrara, Ferrara, Liberty house, 1988.
- L'intreccio, Città di Castello, il Ventaglio, 1989.
- Gli spettatori dimenticati, Milano, La Cisterna, 1991. ISBN 88-09-60454-7.
- Biciclette, Ferrara, Spazio Libri, 1991.
- Puttaneggiar coi regi, Ferrara, Liberty house, 1993.
- I colori di Ferrara, Ferrara, Liberty house, 1993. [Contiene quattro racconti di Massimo Felisatti, Vincenzo Mantovani, Gianfranco Rossi, Gian Pietro Testa ]
- Come quelli che vivono, Roma, Mancosu, 1993.
- Il piacere di scrivere, a cura di e con Maria Elena Cariani, Ferrara, Spazio libri, 1993. ISBN 88-85240-41-0.
- Conversazioni con il silenzio, prefazione di Piero Stefani, Ferrara, Liberty house, 1995.
- Memorie senza teatro, Lugo, Edizioni del Bradipo, 1996.
- Virtù dal cuore fragile, prefazione di Walter Moretti, Ferrara, Corbo, 1997. ISBN 88-85325-83-1.
- Gli amici del buio. Sette racconti ferraresi, prefazione di Alberto Poggi e Alberto Ronchi, con uno scritto di Guido Fink, Antella, Passigli, 1997.
- Mie care ombre, prefazione di Sergio Fortini, presentazione di Dino Tebaldi, Codigoro, Tipografie Giari, 1999.
- L'albero che ospitò i miei pensieri, Cento, Associazione Bondeno Cultura, 1999.
- Dialogo segreto. Storie di gatti, prefazione di Roseda Tumiati, Ferrara, Corbo, 2000. ISBN 88-8269-087-3.
- Cinque Gatti per Gianfranco Rossi, Lugo, Edizioni del Bradipo, 2001.
- La maldicenza e altri racconti, introduzione e cura di Roberto Pazzi, Correggio, Diabasis, 2001. ISBN 88-8103-139-6.
- Mie care ombre e altri inediti, Ferrara, Este Edition, 2002.
- Dimenticare Ferrara. Scritti per la cinematografia ferrarese, a cura di Lucio Scardino, con un contributo di Riccardo Roversi, Ferrara, Liberty house, 2005.
- Amnesia e altre storie; Piccoli pensieri, prefazione di Elettra Testi, 2 voll., Ferrara, Corbo, 2008.
- Il caso Daura Frab, a cura di Riccardo Roversi, Ferrara, Este edition, 2010. ISBN 978-88-96604-17-5.